# Peter Hickman

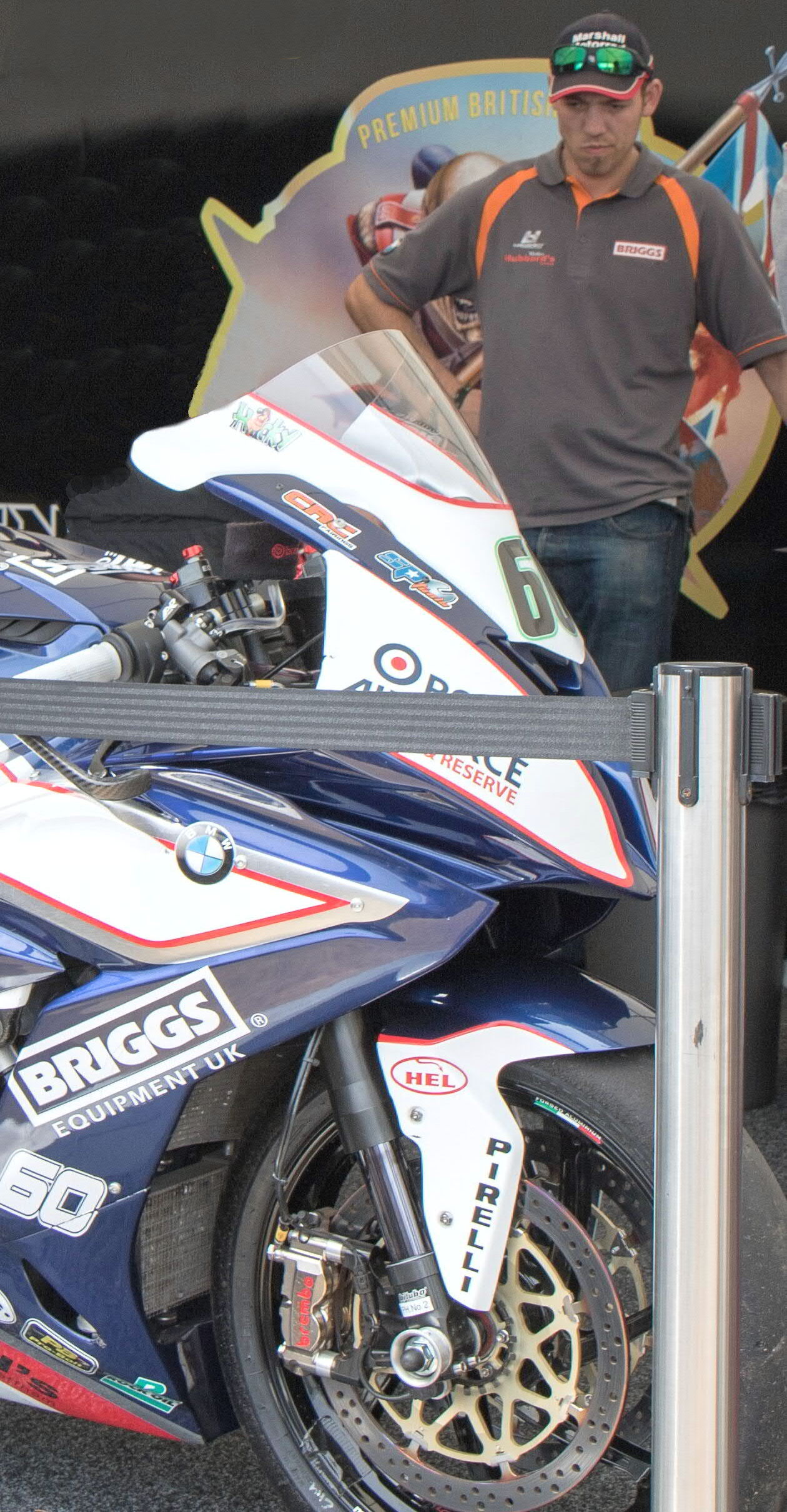
Peter Hickman tijdens de Isle of Man TT in 2015.

Peter Hickman (Burton upon Trent, 8 april 1987) is een Brits motorcoureur.

## Carrière
Hickman maakte zijn motorsportdebuut in 2000 in een Britse minimoto-race. In 2001 reed hij in diverse minimoto-kampioenschappen in zijn thuisland, voordat hij in 2002 deelnam aan de Aprilia RS125 Superteen Challenge. In 2003 maakte hij de overstap naar de MRO Supersport 400, waarin hij met steun van het Brits kampioenschap superbike-fabrieksteam van Kawasaki in uitkwam. In 2004 kwam hij voor ditzelfde team uit in de Cup-klasse van het Brits kampioenschap Superstock, waarin hij de titel behaalde. In 2005 reed hij in de hoofdklasse van dit kampioenschap, waarin hij een podiumplaats behaalde en met 81 punten negende werd in de eindstand.
In 2006 debuteerde Hickman in het Brits kampioenschap superbike voor Kawasaki. Hij kende een redelijk debuutseizoen, waarin een achtste plaats op het Croft Circuit zijn beste resultaat was. Met 37 punten werd hij achttiende in het klassement. In 2007 behaalde hij drie twaalfde plaatsen als zijn beste klasseringen; een hiervan behaalde hij op Brands Hatch en de andere twee op het Thruxton Circuit. Met 23 punten zakte hij naar plaats 22 in het kampioenschap. In 2008 keerde hij terug naar het Brits kampioenschap Superstock voor Yamaha. Hij behaalde hierin drie podiumplaatsen en werd zo achter Steve Brogan en Jon Kirkham derde in het kampioenschap met 125 punten. Ook reed hij voor Honda in de laatste twee weekenden van het Brits kampioenschap superbike, waarin een veertiende plaats op Silverstone zijn beste klassering was.

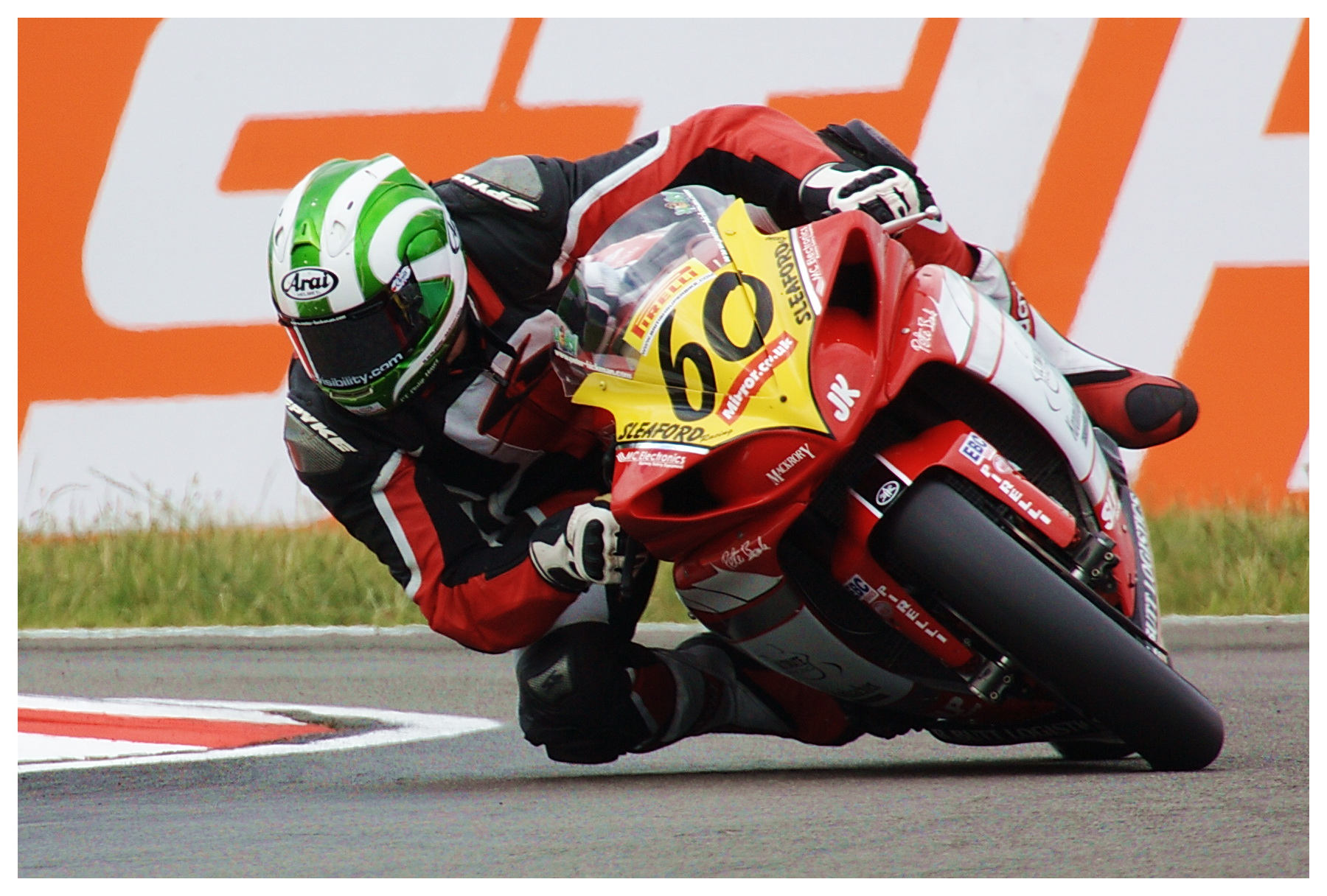
Peter Hickman op het Snetterton Motor Racing Circuit in 2009.

In 2009 keerde Hickman terug als fulltime coureur in het Brits kampioenschap superbike voor Yamaha. Hij behaalde zijn beste resultaten met twee elfde plaatsen op Cadwell Park en het Croft Circuit. Met 35 punten eindigde hij op plaats 22. Ook nam hij binnen het kampioenschap deel aan de privéklasse, waarin hij met 20 podiumplaatsen en 381 punten tweede werd achter Gary Mason. In 2010 reed hij in de hoofdklasse en behaalde hij zijn hoogste klassering met een tiende plaats op Silverstone. Hierdoor werd hij met 43 punten negentiende in de eindstand. In 2011 stapte hij over naar Honda en stond hij op Thruxton voor het eerst op het podium. Met 155 punten werd hij negende in het klassement.
In 2012 stapte Hickman binnen het Brits kampioenschap superbike over naar Kawasaki. Na drie weekenden, waarin een elfde plaats op Oulton Park zijn beste resultaat was, verliet hij het team en werd hij vervangen door Danny Buchan. Vanaf het vijfde weekend op Knockhill keerde hij bij BMW terug in de klasse als vervanger van Dan Linfoot. Hier behaalde hij zijn hoogste klassering met een zevende plaats in de seizoensfinale op Brands Hatch. Met 65 punten werd hij zeventiende in de eindstand. Verder debuteerde hij dat jaar in het wereldkampioenschap superbike op een Suzuki in het weekend op Donington als eenmalige vervanger van de geblesseerde John Hopkins. Met een negende plaats in de tweede race scoorde hij zeven WK-punten. In 2013 stapte hij over naar een Honda. Zijn beste resultaat was een zesde plaats op Oulton en hij werd met 113 punten elfde in het kampioenschap.
In 2014 begon Hickman het seizoen zonder contract, maar in het Brits kampioenschap superbike reed hij in derde weekend op Snetterton op een Kawasaki en vanaf het vierde weekend op Knockhill maakte hij het seizoen af op een Honda. Op Cadwell Park behaalde hij zijn eerste zege in het kampioenschap en hij werd met 120 punten elfde in de eindstand. Daarnaast reed hij voor het eerst in de North West 200, de Isle of Man TT en de Ulster Grand Prix voor BMW. In 2015 reed hij ook in de Britse superbike op een BMW. Hij behaalde twee podiumplaatsen op Cadwell en een op Silverstone, waardoor hij met 150 punten negende werd in het kampioenschap. Verder wist hij in de Ulster Grand Prix de superbike-klasse te winnen. Daarnaast debuteerde hij in de Grand Prix van Macau, waarin hij de eerste rookie en de eerste BMW-coureur werd die de race won. In 2016 reed hij in de Britse klasse voor het fabrieksteam van Kawasaki, waarop hij twee zeges behaalde op Silverstone en Brands Hatch. Met 233 punten werd hij zevende in de rangschikking. Ook behaalde hij zijn tweede zege in Macau.
In 2017 keerde Hickman in het Brits kampioenschap superbike terug naar BMW nadat zijn vorige team failliet ging. Hij behaalde een overwinning op Thruxton en eindigde in twee andere races op het podium. Met 578 punten werd hij vierde in de eindstand. Daarnaast behaalde hij een podiumplaats in de North West 200, vijf podiumplaatsen in vijf races in de Isle of Man TT, drie overwinningen in de Ulster Grand Prix en een tweede plaats in Macau. In 2018 won Hickman geen races in het Brits kampioenschap superbike, maar stond hij wel tweemaal op het podium op Thruxton en eenmaal op het TT-Circuit Assen. Met 577 punten werd hij vijfde in het klassement. Ook won hij de Superstock-race in de North West 200. Verder verbrak hij het ronderecord in de Senior-klasse van de Isle of Man TT, won hij vier races in de Ulster Grand Prix en behaalde hij zijn derde zege in Macau.
In 2019 behaalde Hickman een enkele podiumfinish in het Brits kampioenschap superbike op Thruxton, waardoor hij met 558 punten zesde werd in de rangschikking. Daarnaast keerde hij terug in het WK superbike in het weekend op Donington als eenmalige vervanger van de geblesseerde Markus Reiterberger. In de hoofdraces werd hij respectievelijk zevende en elfde, maar in de kwalificatierace viel hij uit. Daarnaast won hij de Superstock-race van de North West 200 en de superbike-, Superstock- en Supersport-klassen in de Isle of Man TT. In de Ulster Grand Prix won hij alle zeven races waar hij aan deelnam; drie superbike-races, drie Supersport-races en een Superstock-race. In Macau werd hij tweede. In 2020 reed hij enkel in het Brits kampioenschap superbike, nadat de andere races vanwege de coronapandemie waren afgelast. Zijn hoogste klasseringen waren drie achtste plaatsen; twee hiervan behaalde hij op Brands Hatch, terwijl hij ook op Oulton Park dit resultaat neerzette. Met 71 punten werd hij veertiende in het klassement.
In 2021 won Hickman twee races in het Brits kampioenschap superbike op Cadwell Park en stond hij in drie andere races op het podium. Met 1092 punten werd hij vijfde in de eindstand. In 2022 bleef hij actief voor BMW in deze klasse. Verder keerde hij dat jaar terug in het WK superbike in het weekend op Donington, eveneens voor BMW. Hij eindigde de races achtereenvolgens op de plaatsen 22, 16 en 19.